# ピッツバーグ・リバーハウンズSC
ピッツバーグ・リバーハウンズSC (英語: Pittsburgh Riverhounds SC) はアメリカ合衆国・ペンシルベニア州ピッツバーグに本拠地を置くサッカークラブ。2020年現在USLチャンピオンシップに所属している。

## 歴史
1998年3月11日に設立され、翌1999年からクラブとしての活動を始めた。2013年よりピッツバーグ市内のハイマーク・スタジアムをホームスタジアムとしている。
2013年、クラブの組織委員会は2023年までにメジャーリーグサッカーに加入する意向を発表した。またこれに伴い、ハイマーク・スタジアムの収容人数を現状の3,500人から1万8500人に拡張する計画が発表された。

## タイトル
- USLプロサッカーリーグ・アトランティック・ディビジョン

 (1): 2004
- USLチャンピオンシップ・イースタン・カンファレンス (レギュラーシーズン)

 (1): 2019